# Ummanz (Gemeinde)
Ummanz ist eine Gemeinde im Landkreis Vorpommern-Rügen in Mecklenburg-Vorpommern (Deutschland). Die Gemeinde wird vom Amt West-Rügen mit Sitz in der Gemeinde Samtens verwaltet. Bis zum 15. Januar 1996 hieß die Gemeinde Ummanz (Insel).

## Geographie

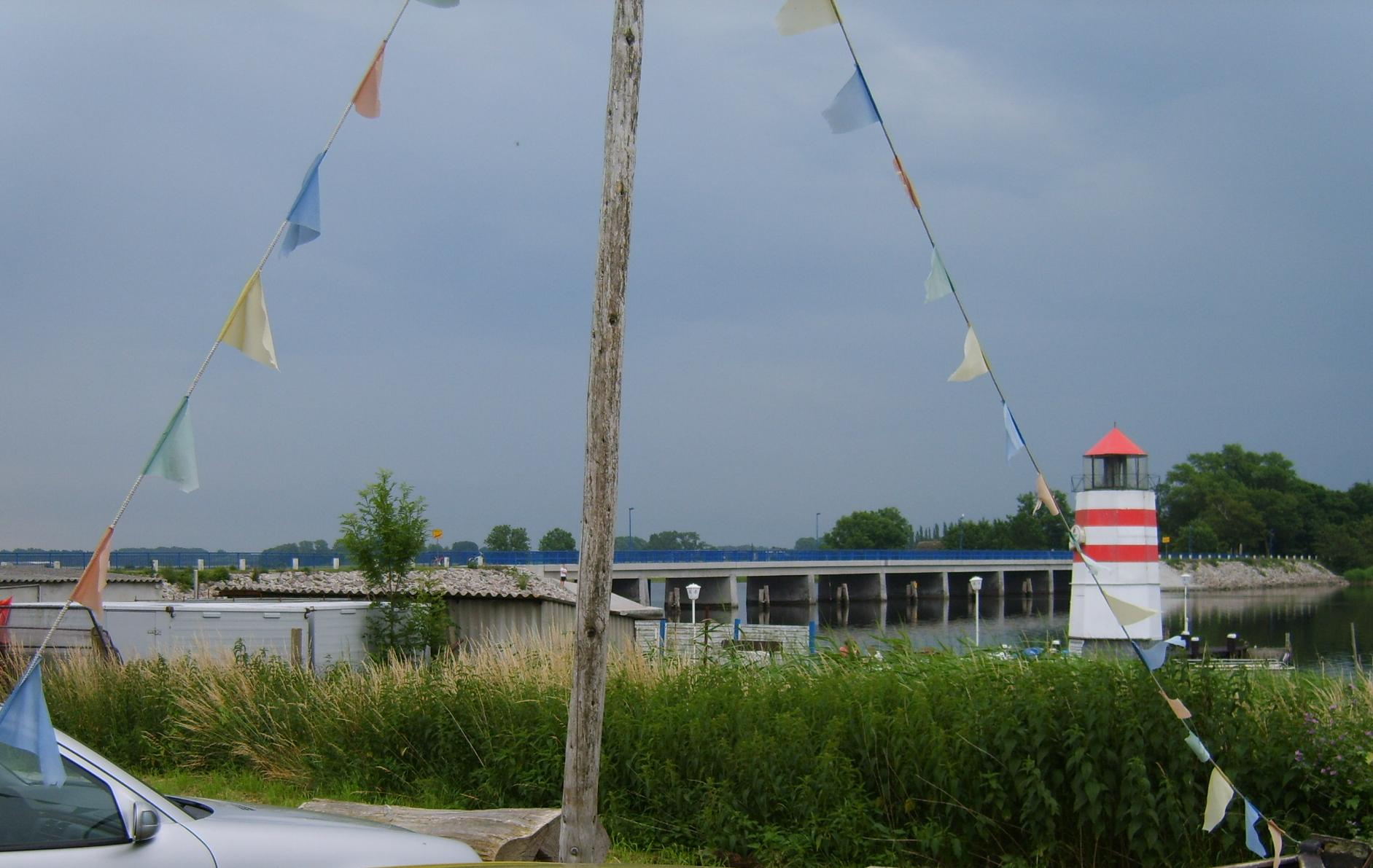
Damm und Brücke von Rügen nach Ummanz, Leuchtfeuer Waase

Ummanz liegt etwa vier Kilometer südwestlich von Gingst etwa 20 Kilometer westlich von Bergen auf Rügen. Die Gemeinde Ummanz liegt teils auf der gleichnamigen Insel und teils auf dem ihr auf der Insel Rügen gegenüberliegenden Gebiet. Auch die unbewohnten Inseln Heuwiese, Liebes, Mährens, Wührens und Urkevitz gehören zur Gemeinde. Die Insel ist seit 1901 über eine 250 Meter lange Brücke bei Waase erreichbar. Sie ist die viertgrößte Insel in Mecklenburg-Vorpommern. Im Osten grenzt die Gemeinde Ummanz an Gingst, im Süden an Dreschvitz. Große Teile der Gemeinde liegen im Nationalpark Vorpommersche Boddenlandschaft.

### Ortsteile
| - Dubkevitz - Freesenort - Groß Kubitz - Klein Kubitz - Haide | - Lieschow - Lüßvitz - Moordorf - Mursewiek - Suhrendorf | - Tankow - Unrow - Varbelvitz - Waase - Wusse |

## Geschichte der Gemeinde
Die Insel war bis 1326 Teil des Fürstentums Rügen und danach des Herzogtums Pommern. Mit dem Westfälischen Frieden von 1648 wurde Rügen und somit auch das Gebiet von Ummanz ein Teil von Schwedisch-Pommern. Im Jahre 1815 kam Ummanz als Teil von Neuvorpommern zur preußischen Provinz Pommern.
Seit 1818 gehörte Ummanz zum Kreis bzw. Landkreis Rügen, von 1952 bis 1955 zum Kreis Bergen, danach bis 1990 zum Kreis Rügen im Bezirk Rostock, seit 1990 wieder zum Landkreis Rügen und seit 2011 aufgrund der Kreisgebietsreform zum Landkreis Vorpommern-Rügen.
Dubkevitz:
Die Ortschaft wurde mehrere Jahrhunderte durch das Rittergut geprägt. Gutseigentümer war die Familie von der Osten. Der schwedische Rittmeister Alexander von der Osten auf Martensdorf war vormals Gutsbesitzer in Dubkevitz. Sophie von der Osten auf Dubkevitz heiratete dann Heinrich von Berg-Neuenkirchen (1785–1863), und so stellte die letzten Eigentümer dann die brandenburgische Familie von Berg. Erbe wurde im Minorat der jüngste Sohn Friedrich von Berg (1817–1879). Ernst von Berg (1856–1923), verheiratet mit der Gutsbesitzerin Magda von Kahlden-Varbelvitz, war Gutsherr auf Dubkevitz und Rechtsritter des Johanniterordens. Ihr Sohn Friedrich-Carl von Berg (1889–1954), Dr. jur., Major d. R. und ebenfalls Johanniterritter, führte dann den Gutsbetrieb bis zur Bodenreform.
Groß Kubitz:
Auf der Gemarkung von Groß Kubitz weist das Landwirtschaftliche Adressbuch von Pommern mehrere größere Bauernhöfe von 60 ha, 38 ha und bis 28 ha aus, letztgenanntes der Witwe Ziehlstorf. Ein vierter Bauernhof mit 32 ha gehörte der Gemeinde Groß Kubitz.
Haide:
Die Bodendenkmalpflege fand 1956 ein Werkzeug aus Feuerstein, was auf eine frühe Besiedlung hinweist. Das Fundstück befindet sich im Stralsund Museum.
Lieschow:
Paul Peplow war der Landwirt des Hofes Lieschow-Moor mit 58 ha.
Lüßvitz:
Eine gerodete Fläche in Lüßvitz erhielt einst den Flurnamen Amerika.
Moordorf:
Teilflächen von Moordorf gehörten zum vormals bestehenden Rittergut Unrow. Andere Teile von Moordorf gehörten dem jeweiligen Besitzer vom Rittergut Bußvitz. Nach vorliegenden Matrikeln war dies 1854 H. Ewert auf Klucksevitz (später Haidhof), nach 1910 der Gesandte Oskar von der Lancken-Wakenitz, der nachfolgend als Buchautor in Erscheinung trat.
Mursewiek:
Die Flächenaufteilung in Mursewiek war in mehrere Bauernhöfe gegliedert. Hof I besaß die Familie A. Klüfs. Hof II und III gehörte August Gräning. Hof IV und V, Besitzer P. Risch, Carl Hoge war der Besitzer von Hof VI.
Suhrendorf:
1823 lebten in Suhrendorf 39 Einwohner. Das Dorf selbst galt als geistliche Besitzung. Das Heilgeisthospital Stralsund war Besitzer der unterverpachteten Bauernhöfe I bis III Suhrendorf.
Tankow:
In Tankow bestanden vor 1939 drei Höfe zwischen 85 und 102 ha.
Ummanz: war zunächst keine eigene Ortschaft. Das Gut Ummanz war ein nördlicher Teil von Waase. Das Gut war in den 1920er Jahren mit dem dazugehörigen Nachbarort Moordorf verbunden. Hier weideten über 800 Schafe auf den Wiesen am Kubitzer Bodden.
Unrow:
Das einstige Rittergut Unrow besaß im 18. und 19. Jahrhundert die Briefadelsfamilie von Bagevitz. Das Gut, mit Hagen, Lüßvitz und Moordorf, hatte eine Gesamtfläche von 725 ha. Es stand nach 1900 im Eigentum vom Oberleutnant d. R. Wilhelm Heidborn. Das zweigeschossige, elfachsige Gutshaus Unrow brannte 1981 ab. Seit den 1990er Jahren steht dort ein Neubau.
Varbelvitz: Gutsbesitzer waren u. a. bis in die Mitte des 18. Jahrhunderts die Fürsten von Rügen, danach die Familien von Platen (bis 1920) und von Berg (bis 1945), vertreten durch die Gutsfrau Magda von Berg-Dubkevitz, geborene von Kahlden (1865–1952). Das Gutshaus wurde um 1920 umgebaut und verfällt zurzeit nach einem Sanierungsversuch zu Beginn der 2000er Jahre.
Waase: Die St.-Marien-Kirche wurde erstmals 1322 als Ecclesia Omanz erwähnt. 1341 wurde sie dem Heilgeisthospital Stralsund unterstellt. Aus dem 15. Jahrhundert stammen die Ostwand des Kirchenschiffes, die Sakristei und der Chor.  Das Antwerpener Retabel, ein spätgotischer Schnitzaltar, stammt aus dem Jahr 1520 und ist seit 1702 in dieser Kirche.
Wusse:
In Wusse bestanden zu Beginn des 20. Jahrhunderts der Hof I mit 78 ha und in Pacht bei F. Bischoff, Hof II mit 71 ha und Hof III mit 50 ha, beide in Pacht bei H. Luchterhand. Eigentümerin war das Kloster zum Heiligen Geist zu Stralsund.

## Politik

### Gemeindevertretung und Bürgermeister
Der Gemeinderat besteht (inkl. Bürgermeister) aus 8 Mitgliedern. Die Wahl zum Gemeinderat am 26. Mai 2019 hatte folgende Ergebnisse:
| Partei/Bewerber            | Prozent | Sitze |
| -------------------------- | ------- | ----- |
| CDU                        | 59,72   | 5     |
| Wählergruppe Region Ummanz | 31,01   | 2     |
| FDP                        | 6,42    | 1     |

Bürgermeister der Gemeinde ist Holger Kliewe (CDU), er wurde mit 69,89 % der Stimmen gewählt.

### Wappen
Blasonierung: „In Silber ein schräglinker Wellenbalken begleitet: oben drei, (2:1) gestellte schwarze Hufeisen, unten zwei schräglinks liegende verschlungene schwarze Angelhaken.“
Das Wappen wurde gestaltet von dem Rügener Designer Jürgen Frenkel.

### Flagge

Flagge der Gemeinde Ummanz

Beschreibung: Die Flagge der Gemeinde Ummanz ist längsgestreift von blau, weiß, blau, weiß und blau. Die schmalen blauen Streifen nehmen jeweils zwei Achtzehntel, die weißen Streifen jeweils
ein Achtzehntel und der breite blaue Streifen nimmt zwölf Achtzehntel der Höhe des Flaggentuches ein. In der Mitte des Flaggentuches liegt das Gemeindewappen, das die Hälfte der Höhe des Flaggentuches einnimmt.
Die Höhe des Flaggentuches verhält sich zur Länge wie 3:5.
Die Flagge wurde von Jürgen Frenkel gestaltet.

## Sehenswürdigkeiten

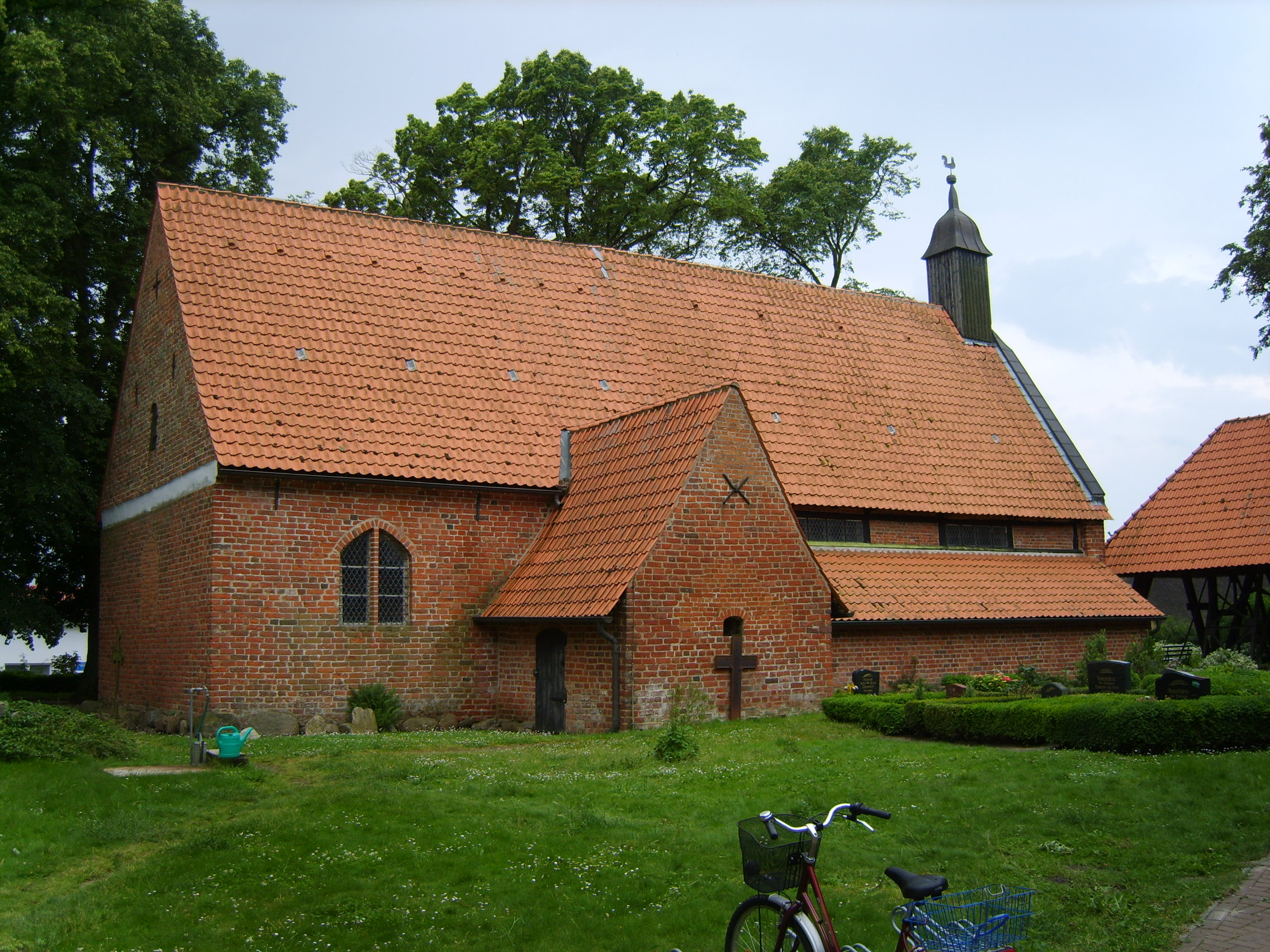
Kirche von Waase, die einzige auf Ummanz

- St.-Marienkirche aus dem 15. Jahrhundert mit einem Antwerpener Retabel von 1520 (Martyrium des Thomas Beckett) in Waase
- Boddenküste, Deichradweg
- Alte Reetdachhäuser
- Waase-Museum

## Film
Die DEFA porträtierte im Jahr 1977 unter der Regie von Róza Berger-Fiedler die Bürgermeisterin von Ummanz, Hannelore Abendroth, in dem 35-minütigem Dokumentarfilm „Heimweh nach Rügen oder Gestern noch war ich Köchin“. Der Film wurde in der Retrospektive der Internationalen Filmfestspiele Berlin 2019 wiederaufgeführt.